# Spak

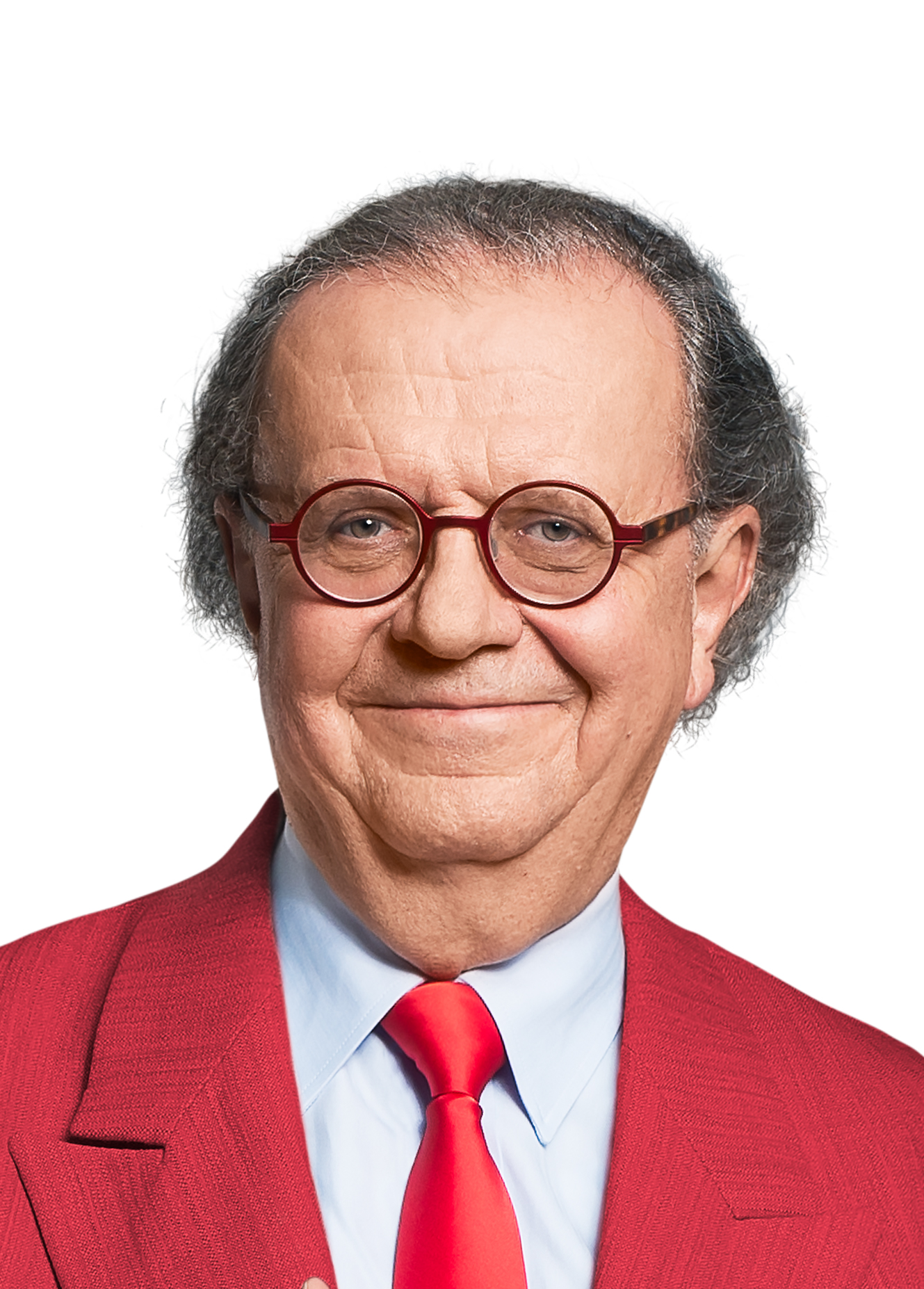
Hans Peter Spak, který rozšířil výrobu o kečup

Spak je rakousko-česká společnost, která vyrábí Kečupy, majonézy a další omáčky.

## Historie
V roce 1935 byla v rakousku založena společnost Spak, která vyráběla majonézu. V roce 1974 firmu převzal syn zakladatele Hans Peter Spak, který také rozšířil výrobu o kečup. Po sametové revoluci Peter Spak navštívil Českou republiku a viděl že se v Česku vyrábí pouze jeden druh kečupu a tak se rozhodl přesunout výrobu do Sušice, kde se kečup, majonézy atd. stále vyrábí.

## Zajímavosti
V České republice společnost používá slogan „Spak má šmak.“, v Rakousku „Spak hat Geschmack.“.